# Magnus Persson (statssekreterare)
Magnus Persson, född 23 januari 1957, är en svensk ämbetsman och före detta socialdemokratisk politiker. Han var bland annat statssekreterare på kommunikationsdepartementet 1994-1998. Han är sedan 2013 ledamot i Trafikverkets styrelse och utsågs den 20 juni 2019 att fr.o.m. den 1 juli 2019 t.o.m. den 30 juni 2021 vara styrelsens ordförande. Han har även utrett hur en avveckling av driften av och verksamheterna vid Bromma flygplats skulle kunna gemomföras.